# Spizocorys obbiensis
Spizocorys obbiensis е вид птица от семейство Чучулигови (Alaudidae).

## Разпространение
Видът е разпространен в Сомалия.